# Charminus bifidus
Charminus bifidus là một loài nhện trong họ Pisauridae.
Loài này thuộc chi Charminus. Charminus bifidus được miêu tả năm 1978 bởi Blandin.